# Paavo Repo
Paavo Repo (Kuopio, 5 de enero de 1927) es un deportista finlandés que compitió en biatlón. Ganó dos medallas en el Campeonato Mundial de Biatlón de 1961, oro en la prueba por equipos y bronce en la individual.

## Palmarés internacional
| Campeonato Mundial | Campeonato Mundial | Campeonato Mundial | Campeonato Mundial |
| Año                | Lugar              | Medalla            | Prueba             |
| ------------------ | ------------------ | ------------------ | ------------------ |
| 1961               | Umeå (Suecia)      | Medalla de oro     | Equipo             |
| 1961               | Umeå (Suecia)      | Medalla de bronce  | Individual         |